# Teerão (província)
Teerã (português brasileiro) ou Teerão (português europeu) (em persa: تهران; romaniz.: Tehrān) é uma província do Irã sediada em Teerão. Tem 13 692 quilômetros quadrados e segundo censo de 2019, havia 13 807 000 residentes. Se divide em 16 condados.